# Leptochilus henryi
Leptochilus henryi är en stensöteväxtart som först beskrevs av Bak., och fick sitt nu gällande namn av Xian Chun Zhang. Leptochilus henryi ingår i släktet Leptochilus och familjen Polypodiaceae. Inga underarter finns listade.